# 14679 Susanreed
14679 Susanreed este un asteroid din centura principală de asteroizi.

## Descriere
14679 Susanreed este un asteroid din centura principală de asteroizi. A fost descoperit pe 7 decembrie 1999 la Socorro, New Mexico, în cadrul proiectului LINEAR. Asteroidul prezintă o orbită caracterizată de o semiaxă mare de 2,39 ua, o excentricitate de 0,18 și o înclinație de 1,8° în raport cu ecliptica.